# La Orbada
La Orbada è un comune spagnolo di 283 abitanti situato nella comunità autonoma di Castiglia e León.